# Apatura delcouri
Apatura delcouri är en fjärilsart som beskrevs av Cabeau 1923. Apatura delcouri ingår i släktet Apatura och familjen praktfjärilar. Inga underarter finns listade i Catalogue of Life.